# Яськовиці (Малопольське воєводство)
Яськовиці (пол. Jaśkowice) — село в Польщі, у гміні Скавіна Краківського повіту Малопольського воєводства.
Населення — 1073 особи (2011).

## Демографія
Демографічна структура станом на 31 березня 2011 року:
|          | Загалом | Допрацездатний вік | Працездатний вік | Постпрацездатний вік |
| -------- | ------- | ------------------ | ---------------- | -------------------- |
| Чоловіки | 530     | 130                | 359              | 41                   |
| Жінки    | 543     | 110                | 325              | 108                  |
| Разом    | 1073    | 240                | 684              | 149                  |